# Luciano Spalletti
Luciano Spalletti (phát âm tiếng Ý: [luˈtʃaːno spalˈletti] sinh ngày 7 tháng 3 năm 1959) là cựu cầu thủ và hiện là huấn luyện viên bóng đá người Ý. Hiện ông đang là huấn luyện viên của đội tuyển Ý.

## Sự nghiệp cầu thủ
Spalletti sinh ra ở Certaldo, tỉnh Florence, ông chơi cho các CLB ở Serie C như Entella, Spezia, Viareggio và Empoli.

## Sự nghiệp huấn luyện

### Khởi đầu sự nghiệp
Sự nghiệp HLV ban đầu của Spalletti ở Empoli gặp khó khăn. Ông là huấn luyện viên trưởng từ tháng 7 năm 1993 đến tháng 6 năm 1998. Ông đã dẫn dắt đội bóng vùng Tuscan thăng hạng liên tiếp từ Serie C1 đến Serie A. Spalletti sau đó đã huấn luyện Sampdoria từ tháng 7 năm 1998 đến tháng 6 năm 1999, và Venezia từ tháng 7 đến tháng 10 năm 1999.
Spalletti đã có hai giai đoạn là huấn luyện viên trưởng tại Udinese. Lần thứ nhất là giữa tháng 3 năm 2001 đến tháng 6 năm 2001., lần thứ hai giữa tháng 7 năm 2002  đến tháng 6 năm 2005.. Khoảng thời gian giữa đó ông là HLV tại Ancona.
Trong mùa giải 2004-2005, Spalletti đã dẫn dắt Udinese cán đích vị trí thứ tư ở Serie A, vượt quá mong đợi và đảm bảo một vị trí tham dự UEFA Champions League. Spalletti trở thành HLV của Roma vào tháng 6 năm 2005.

### Roma
Thành công tại một CLB với nguồn lực hạn chế đã thu hút sự chú ý của Roma. Đội bóng thủ đô đã có một mùa giải đáng thất vọng, với 4 huấn luyện viên khác nhau trong mùa giải. Spalletti được giao nhiệm vụ lập lại trật tự cho CLB. Sau nửa đầu mùa giải 2005, Spalletti đã thay đổi chiến thuật của đội để thiên về lối chơi tấn công hơn là phòng thủ. Đội hình ưa thích của Spalletti là hệ thống 4-2-3-1, sử dụng bốn hậu vệ, hai tiền vệ phòng ngự, hai tiền vệ cánh, một tiền vệ tấn công và một tiền đạo Francesco Totti, người thường hoạt động như một cuộc tiền vệ tấn công ở những mùa giải trước. Như vậy, Roma đã chơi mà không có bất kỳ tiền đạo thực sự nào, vị trí của Totti sau này được gọi là số 9 ảo. Hệ thống này tỏ ra hiệu quả với Roma khi được giới thiệu trong mùa giải 2005-06, vì vào ngày 26 tháng 2 năm 2006, Roma đã phá vỡ kỷ lục Serie A khi giành chiến thắng liên tiếp với chiến thắng 2-0 trước Lazio, sau chuỗi 11 trận thắng liên tiếp. Kết quả là Roma đã leo từ vị trí thứ 15 lên vị trí thứ 5 trên BXH. Tuy nhiên, đến cuối mùa giải, Roma không đạt được vị trí thứ tư, do đó không thể giành quyền tham dự Champions League. Spalletti đã cố gắng giúp Roma lọt vào Chung kết Coppa Italia năm 2006, nhưng cuối cùng lại mất danh hiệu trước Inter Milan. Tuy nhiên, do hậu quả của vụ bê bối dàn xếp trận đấu Serie A năm 2006, Roma đủ điều kiện tham dự UEFA Champions League 2006, khi nhà vô địch giải đấu Juventus bị xuống hạng, trong khi Fiorentina và Milan đều bị trừ điểm vì có dính dáng đến vụ bê bối.
Vào cuối năm 2006, Spalletti đã được bầu làm HLV của năm Serie A và trong những tháng tiếp theo, đã dẫn dắt Roma đến tứ kết Champions League sau chiến thắng 2-0 trước Lyon trên sân Stade Gerland tại lượt về vòng 1/16. Roma đã là đội đầu tiên đánh bại Inter Milan của Roberto Mancini trong tất cả các trận đối đầu năm đó, nổi bật là kết quả 1-3 tại San Siro. Roma cũng giành chiến thắng trong trận Chung kết Coppa Italia năm 2007 với Inter, với kết quả chung cuộc là 7-4; tỷ số 6-2 vang dội ở trận lượt đi tại Rome và sau đó là trận thua sát nút 2-1 ở Milan. Đó là danh hiệu quan trọng đầu tiên trong sự nghiệp của Spalletti, người chỉ giành được một Coppa Italia di Serie C với Empoli trước đó. Sau đó ông còn giành thêm Siêu cúp bóng đá Ý vào đầu mùa giải 2007–08, thắng 0-1 trước Inter Milan.
Ở vòng đấu loại trực tiếp đầu tiên của Champions League mùa 2007-08, Roma của Spalletti đã trở thành đội bóng đầu tiên của Ý đánh bại Real Madrid cả hai lượt trận (2-1 ở cả hai trận đấu tại Rome và Madrid). Tại trận tứ kết, Roma một lần nữa bị loại khỏi Champions League bởi Manchester United. Tuy nhiên, họ đã thành công trong việc bảo vệ Coppa Italia, một lần nữa đánh bại đội vô địch Scudetto - Inter trong trận Chung kết Coppa Italia 2008 - trận đấu mà Roma thắng 2-1.
Spalletti phải đối mặt với một mùa giải 2008-09 khó khăn, chỉ đủ điều kiện tham dự vòng sơ loại Europa League bằng vị trí thứ 6 tại Serie A. Roma nằm ở nửa sau của bảng xếp hạng Serie A.
Mùa đó Spalletti phải vật lộn với một đội hình hạn chế, tình hình còn tệ hơn sau khi bán Alberto Aquilani cho Liverpool và đội còn gặp phải vấn đề tài chính nghiêm trọng. Roma bắt đầu mùa giải bằng vòng sư loại thứ 2 Europa League 2009-10, giành chiến thắng dễ dàng cả hai trận trước Gent (10-2 sau 2 lượt trận) và Košice (10-4 sau 2 lượt trận). Tuy nhiên, khởi đầu nghèo nàn tại mùa giải 2009-10 Serie A, với hai trận thua liên tiếp (2-3 trước Genoa và 1-3, trên sân nhà, trước Juventus) đã khiến Spalletti phải từ chức vào ngày 01 tháng 9 năm 2009.

### Zenit
Tháng 12 năm 2009, Spalletti đã xác nhận sẽ gia nhập câu lạc bộ Premier League của Nga, Zenit Saint Petersburg, trong một hợp đồng 3 năm, thay thế huấn luyện viên tạm thời Anatoly Davydov. Ban huấn luyện người Ý gồm Daniele Baldini, Marco Domenichini và Alberto Bartali cũng gia nhập câu lạc bộ Nga. Trong năm đầu tiên, ban giám đốc của Zenit đã kỳ vọng Spalletti sẽ trở lại danh hiệu Premier League, giành Cup Nga và vượt qua vòng bảng Champions League.
Sau 4 mùa dẫn dắt Zenit, Spalletti giành được 1 chức vô địch ngoại hạng Nga, một cúp quốc gia Nga và một siêu cúp Nga.

### Trở lại Roma
Spalletti được bổ nhiệm làm huấn luyện viên của Roma lần thứ hai vào ngày 13 tháng 01 năm 2016, sau khi huấn luyện viên cũ Rudi Garcia bị sa thải do màn trình diễn kém của đội bóng. Vào ngày 21 tháng 02, Francesco Totti công khai chỉ trích Spalletti do không được thi đấu kể từ khi trở lại sau chấn thương. Sau đó Spalletti bắt đầu sử dụng Totti, quyết định này đem lại hiệu quả khi Totti tìm lại phong độ của mình - đóng góp 4 bàn thắng và 1 kiến tạo sau 5 lần ra sân liên tiếp.
Lần thứ 2 làm huấn luyện viên Roma, Spalletti giúp đội tham dự Champions League trong hai mùa liên tiếp. Ngày 30 tháng 5 năm 2017, 2 ngày sau khi kết thúc mùa giải 2016-17 ở vị trí thứ hai, Roma xác nhận câu lạc bộ và Spalletti đồng thuận chấm dứt hợp đồng.

### Internazionale
Ngày 09 tháng 6 năm 2017, Spalletti được xác nhận là huấn luyện viên mới của Inter, với hợp đồng có thời hạn 2 năm. Thỏa thuận có được sau khi ông tới Nam Kinh, Trung Quốc, để hội đàm với Zhang Jindong, giám đốc điều hành của Suning Holdings Group, chủ sở hữu đa số của Inter.
Internazionale là đội bóng duy nhất bất bại sau 16 vòng đầu tiên Serie A. Ngày 20 tháng 5 năm 2018, tại trận đấu cuối cùng của mùa giải, Inter đã đánh bại Lazio 2-3 để kết thúc giải đấu ở vị trí thứ tư và do đó đủ điều kiện tham dự UEFA Champions League lần đầu tiên sau 6 năm. Tháng 8 năm 2018, câu lạc bộ đã gia hạn hợp đồng với Spalletti, thêm 2 năm nữa đến năm 2021. Kết thúc mùa giải 2018-19, câu lạc bộ một lần nữa giành được suất dự UEFA Champions League. Tuy nhiên, Spalletti đã bị sa thải vào ngày 30 tháng 5 năm 2019 sau nhiều đồn đoán trước đó.

### Napoli
Ngày 28 tháng 5 năm 2021, Napoli giới thiệu Spalletti là HLV trưởng của câu lạc bộ, thay thế Gennaro Gattuso.
Mùa giải đầu tiên 2021–22:
Trong mùa giải đầu tiên của ông ở câu lạc bộ, mặc dù mùa giải đó không có danh hiệu nào, ông đã dẫn dắt Napoli về đích ở vị trí thứ 3 tại Serie A, giành quyền tham dự Champions League lần đầu tiên sau 2 năm.
Mùa giải thứ hai 2022–23: phá kỷ lục
Vào mùa hè năm 2022, nhiều cầu thủ giàu kinh nghiệm đã rời đội, bao gồm hậu vệ kỳ cựu Kalidou Koulibaly, cầu thủ ghi bàn hàng đầu của câu lạc bộ trên mọi đấu trường Dries Mertens, tiền vệ Fabian Ruiz và đội trưởng Insigne. Để thay thế những mất mát đó của đội bóng, đội đã mang về những cầu thủ như Giacomo Raspadori, Khvicha Kvaratskhelia, Giovanni Simeone và Kim Min-jae.
Vào ngày 7 tháng 9, Napoli bắt đầu mùa giải Champions League bằng cách đánh bại đội vào chung kết mùa giải 2021-22 Liverpool 4–1. Vào ngày 4 tháng 10 năm 2022, Napoli đánh bại Ajax Amsterdam với tỷ số 6–1 tại Johan Cruyff Arena, đây là thất bại nặng nề nhất từ trước đến nay của gã khổng lồ Hà Lan ở các giải đấu châu Âu. Mặc dù có trận thua đầu tiên trong mùa giải trước Liverpool vào ngày 1 tháng 11, Spalletti đã dẫn dắt Napoli về đích đầu tiên trong bảng của họ và giành quyền vào vòng loại trực tiếp.
Vào ngày 23 tháng 10, Napoli đánh bại Roma với tỷ số 1–0, đánh dấu chiến thắng thứ 11 liên tiếp của họ trên mọi đấu trường để cân bằng kỷ lục câu lạc bộ được thiết lập vào năm 1986 với Diego Maradona, đồng thời bỏ xa 3 điểm so với đội đứng thứ hai Serie A.
Vào ngày 13 tháng 1 năm 2023, Napoli đè bẹp đối thủ Juventus 5–1, thất bại nặng nề nhất của Juventus tại Serie A kể từ năm 1993, đồng thời là trận thắng thứ 10 trên sân nhà của Napoli trên mọi đấu trường.
Vào ngày 21 tháng 1, Napoli đánh bại Salernitana với tỷ số 2–0, bỏ cách nhóm bám đuổi trên bảng xếp hạng Serie A với 12 điểm, và trở thành đội thứ ba đạt hơn 50 điểm trong nửa đầu mùa giải Serie A, sau Juventus ở mùa giải 2013–14 và Inter ở mùa giải 2006–07.
Vào ngày 15 tháng 3, Napoli đánh bại đội bóng Đức Eintracht Frankfurt 3–0 (tổng tỷ số 5–0) để tiến vào Tứ kết UEFA Champions League lần đầu tiên trong lịch sử câu lạc bộ.
Vào ngày 4 tháng 5, Spalletti dẫn dắt Napoli giành chức vô địch Serie A lần thứ 3, trước đó lần gần nhất đội giành chức vô địch là năm 1990.

## Thống kê sự nghiệp huấn luyện
Tính đến 26 tháng 5 năm 2019
| Đội         | Từ                   | Đến                      | Thống kê | Thống kê | Thống kê | Thống kê | Thống kê  | Thống kê | Thống kê | Thống kê        | Thống kê                           |
| Đội         | Từ                   | Đến                      | Số trận  | Thắng    | Hòa      | Thua     | Bàn thắng | Bàn thua | Hiệu số  | Tỷ lệ thắng (%) | Tham khảo                          |
| ----------- | -------------------- | ------------------------ | -------- | -------- | -------- | -------- | --------- | -------- | -------- | --------------- | ---------------------------------- |
| Empoli      | 1 tháng 7 năm 1995   | 30 tháng 6 năm 1998      | 176      | 60       | 61       | 55       | 199       | 179      | +20      | 034,09          | [ 22 ] [ 23 ] [ 24 ] [ 25 ] [ 26 ] |
| Sampdoria   | 1 tháng 7 năm 1998   | 30 tháng 6 năm 1999      | 44       | 14       | 11       | 19       | 49        | 62       | −13      | 031,82          |                                    |
| Venezia     | 1 tháng 7 năm 1999   | 31 tháng 10 năm 1999     | 8        | 1        | 2        | 5        | 6         | 11       | −5       | 012,50          |                                    |
| Udinese     | 22 tháng 3 năm 2001  | 30 tháng 6 năm 2001      | 11       | 2        | 4        | 5        | 13        | 19       | −6       | 018,18          |                                    |
| Ancona      | 1 tháng 7 năm 2001   | ngày 30 tháng 6 năm 2002 | 38       | 14       | 8        | 16       | 43        | 52       | −9       | 036,84          | [ 28 ]                             |
| Udinese     | 1 tháng 7 năm 2002   | 16 tháng 6 năm 2005      | 121      | 52       | 32       | 37       | 165       | 142      | +23      | 042,98          |                                    |
| Roma        | 16 tháng 6 năm 2005  | 1 tháng 9 năm 2009       | 217      | 118      | 51       | 48       | 403       | 256      | +147     | 054,38          |                                    |
| Zenit       | 11 tháng 12 năm 2009 | 10 tháng 3 năm 2014      | 179      | 103      | 47       | 29       | 319       | 167      | +152     | 057,54          |                                    |
| Roma        | 13 tháng 1 năm 2016  | 30 tháng 5 năm 2017      | 75       | 50       | 11       | 14       | 169       | 82       | +87      | 066,67          |                                    |
| Inter Milan | 9 tháng 6 năm 2017   | 30 tháng 5 năm 2019      | 90       | 45       | 26       | 19       | 141       | 75       | +66      | 050,00          |                                    |
| Tổng cộng   | Tổng cộng            | Tổng cộng                | 957      | 457      | 252      | 248      | 1.502     | 1.042    | +460     | 047,75          |                                    |

### Thành tích huấn luyện
| Giải đấu    | Giải đấu | Vô địch quốc gia | Cúp quốc gia | Siêu cúp quốc gia | Champions League |
| Câu lạc bộ  | Mùa giải | Quốc gia         | Quốc gia     | Quốc gia          | Châu Âu (UEFA)   |
| ----------- | -------- | ---------------- | ------------ | ----------------- | ---------------- |
| A.S. Roma   | 2005-06  | Thứ 2            | Á quân       | Á quân            | —                |
| A.S. Roma   | 2006-07  | Thứ 2            | Vô địch      | Vô địch           | Tứ kết           |
| A.S. Roma   | 2007-08  | Thứ 2            | Vô địch      | Á quân            | Tứ kết           |
| A.S. Roma   | 2008-09  | Thứ 6            | Tứ kết       | —                 | Vòng 1/16        |
| A.S. Roma   | 2009-10  | Thứ 2            | —            | —                 | —                |
| A.S. Roma   | 2015-16  | Thứ 3            | —            | —                 | Vòng 1/16        |
| A.S. Roma   | 2016-17  | Thứ 2            | Bán kết      | —                 | Play-off         |
| Inter Milan |          |                  |              |                   |                  |
| 2017-18     | Thứ 4    | Tứ kết           | —            | —                 |                  |
| 2018-19     | Thứ 4    | Tứ kết           | —            | Vòng bảng         |                  |

## Danh hiệu

### Huấn luyện viên
Empoli
- Serie B Lên hạng: 1996–97
- Serie C1 Thắng trận playoff: 1995–96

Roma
- Coppa Italia: 2006–07, 2007–08
- Siêu cúp Ý: 2007

Zenit Saint Petersburg
- Premier League: 2010, 2011–12
- Cúp Bóng đá Nga: 2009–10
- Siêu cúp Nga: 2011

Napoli
- Serie A: 2022–23

### Cá nhân
- Huấn luyện viên Serie A của năm: 2005–06,  2006–07[32]
- Panchina d'Oro: 2004–05[33]